# Ткаченко, Игорь Вячеславович
Игорь Вячеславович Ткаченко (1971—2018) — российский геофизик, ведущий научный сотрудник лаборатории геофизических пограничных слоев СПбФ ИО РАН, доктор технических наук, профессор РАН.

## Биография
Родился 18 декабря 1971 г. в Ленинграде. Окончил Ленинградский кораблестроительный институт по специальности инженер-гидроаэромеханик (1995, с отличием) и аспирантуру (1998, с защитой кандидатской диссертации на тему «Численное моделирование внутренних и внешних течений на основе уравнений Навье-Стокса при докритических числах Рейнольдса»).
С 1998 года и до последних дней жизни работал в Санкт-Петербургском филиале Института океанологии РАН, последняя должность — ведущий научный сотрудник лаборатории геофизических пограничных слоев.
С 2007 г. по совместительству доцент, профессор, зав. кафедрой гидроаэромеханики и гидроакустики Санкт-Петербургского морского технического университета.
В 2013 г. присуждена ученая степень доктора технических наук (тема диссертации «Моделирование взаимодействия тел и гидрофизических полей морской среды методом крупных вихрей»). Профессор РАН (2016).
Умер 17 июля 2018 г. на 47-м году жизни после тяжёлой продолжительной болезни. Похоронен на Богословском кладбище Санкт-Петербурга.

## Научная деятельность
Научные достижения: на основе метода крупных вихрей разработана обобщенная математическая модель взаимодействия тел и гидрофизических полей морской среды, описывающей движение вязкой стратифицированной жидкости с учётом границы раздела воздух — морская среда. Создан программный комплекс FlowFES для решения задач гидродинамики корабля и динамики океана на высокопроизводительных компьютерных системах.

### Публикации
- Стецюк И. В., Ткаченко И. В. «Численное моделирование внутренних волн в вязкой жидкости, ограниченной свободной поверхностью» Труды Центрального научно-исследовательского института им. академика А. Н. Крылова, № 90, 195—202 (2015).
- Гордеева С. М., Сафрай А. С., Ткаченко И. В. «Влияние климатических изменений термохалинной структуры Баренцева моря на интенсивность внутренних приливных волн» Прикладные технологии гидроакустики и гидрофизики. Труды XII Всероссийской конференции, 27-29 мая 2014 г., 210—212 (2014).
- Гурьев Ю. В., Ткаченко И. В., Чепурко С. И., Якушенко Е. И. «Влияние скачка плотности на гидродинамические характеристики морских объектов» Прикладные технологии гидроакустики и гидрофизики. Труды XII Всероссийской конференции, 27-29 мая 2014 г., 280—282 (2014).
- Сафрай А. С., Ткаченко И. В. «Численное моделирование приливных внутренних волн в районе Штеллваген банки» Прикладные технологии гидроакустики и гидрофизики. Труды X Всероссийской конференции, 25-27 мая 2010 г., 217—220 (2010).